# 曲线下面积 (药物代谢动力学)

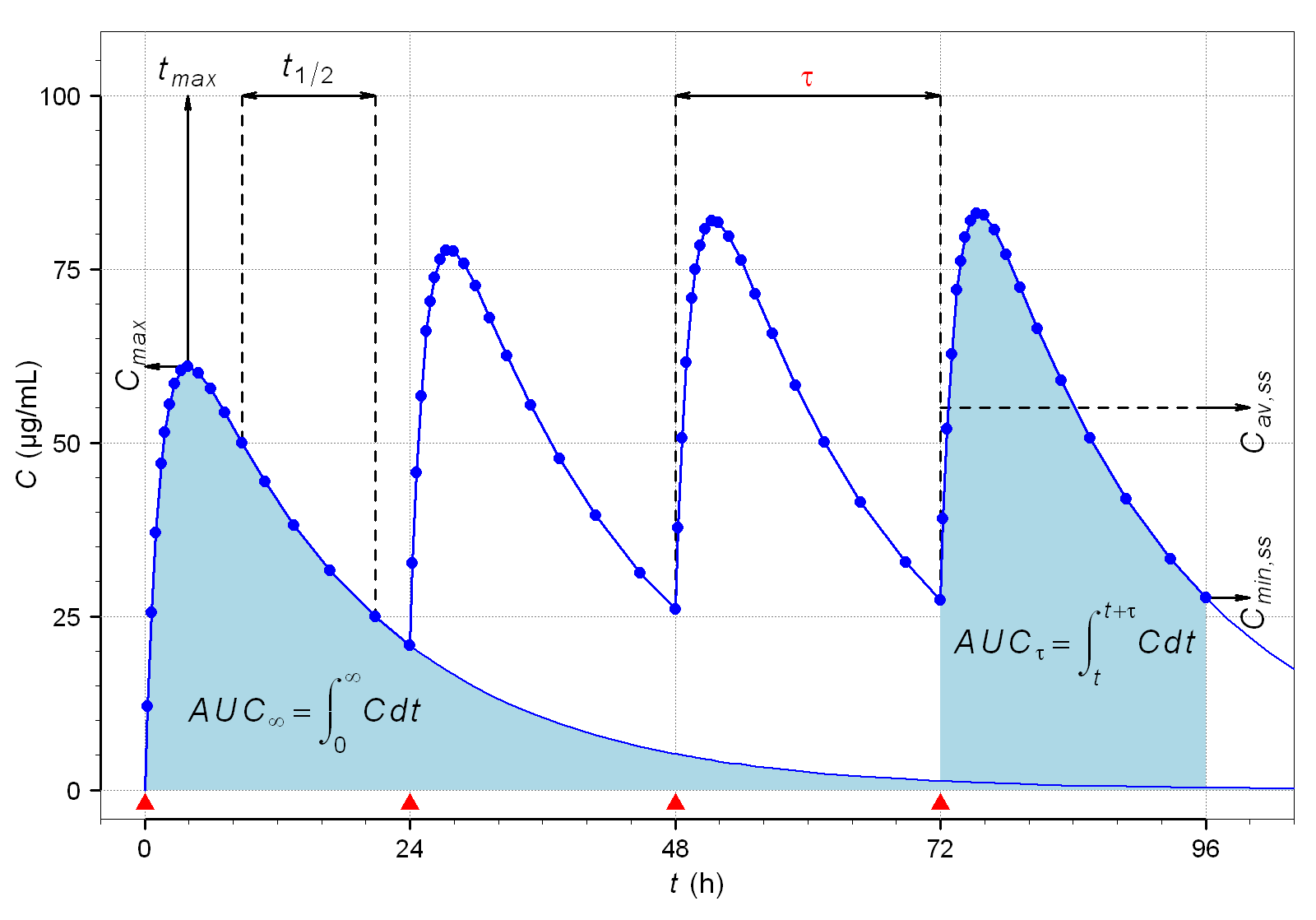
每 24 小时口服给药后 96 小时内药物血浆浓度的时间进程。在稳态和线性药代动力学中，AUCτ=AUC∞。 大约 5 × 12 = 60 小时后达到稳态。该图展示了药物血浆浓度的典型时间过程，并解释了主要的药代动力学指标

在药物代谢动力学领域，曲线下面积（英文：Area Under the Effect Curve，简写：AUC）是指：血浆中药物浓度随时间的定积分，该积分可通过液相色谱-质谱法进行计算。在药理学实践中，会在某些离散时间点上测量药物浓度，并基于梯形法则进行AUC的估算。在药理学中，药物的血浆浓度随服药后时间的面积积分，可显示药物在体内的暴露（exposure）程度以及药物在体内的清除速率。

## AUC的意义及用途
{\displaystyle AUC_{0-\infty }}，代表时间从零（服药开始）至无穷大（药物完全从体内清除）期间的AUC值，即随时间推移药物在体内的总暴露量。若需确定同剂量的两种不同剂型是否暴露量等同，例如胶囊和片剂是否可在组织中有相等的暴露量时，AUC通常作为关键的指标进行测定。
AUC可用于对具有较窄治疗指数的药物进行治疗药物监测。例如，庆大霉素是一种具有肾毒性（可损害肾脏）和耳毒性（可损害听力）的抗生素；通过测量患者血浆中庆大霉素的浓度并测算AUC，可指导该药物的用药剂量。
AUC还可计算出一段时间内的血浆中药物的平均浓度（AUC/t）。此外，在研究药物清除时也会参考AUC数据，其中有机体清除量（质量）= 清除率（体积/时间）* AUC（质量*时间/体积）。

## AUC和生物利用度
在药代动力学中，生物利用度通常是指：相对于全部服药量，药物被人体吸收并可产生生物学效应的比例。这个评估生物利用度的过程中，通常需要定量测算AUC。为确定各个不同给药方式下的AUC值，通常使用C-14标记药物和加速质谱（accelerated mass spectrometry，AMS）收集血清浓度与时间的关系图。
生物利用度可以根据测量“绝对生物利用度”或“相对生物利用度”来进行计算。

### 绝对生物利用度
绝对生物利用度（absolute bioavailability，Fabs）是指：药物通过血管外剂型给药时，包括口服片剂、栓剂、皮下注射等剂型的生物利用度，与静脉内给药（intravenously，IV）之生物利用度的比值。其测量值计算如下：非静脉剂型给药的AUC与静脉给药的AUC的比值，再乘以每种剂型各自的剂量进行校正，即得到绝对生物利用度Fabs。
{\displaystyle F_{\text{abs}}=\left({\frac {{\text{AUC}}_{\text{non-IV}}}{{\text{AUC}}_{\text{ IV}}}}\ \right)\times \left({\frac {{\text{Dose}}_{\text{ IV}}}{{\text{Dose}}_{\text{non-IV}}}}\ \right)}
其中：
- AUCnon-IV：非静脉剂型给药下的AUC
- AUCIV：静脉给药的AUC
- Dosenon-IV：非静脉剂型给药的剂量
- DoseIV：静脉给药的剂量

### 相对生物利用度
相对生物利用度Frel（relative bioavailability，Frel）是指：两种不同剂型之间的生物利用度的比值。同样，通过各自剂型下AUC的值进行比较，再使用相对剂量进行校正即得到相对生物利用度Frel。
{\displaystyle F_{\text{rel}}=\left({\frac {{\text{AUC}}_{\text{dosageA}}}{{\text{AUC}}_{\text{dosageB}}}}\ \right)\times \left({\frac {{\text{Dose}}_{\text{B}}}{{\text{Dose}}_{\text{A}}}}\ \right)}
其中：
- AUCdosageA：给药方式A条件下的AUC
- AUCdosageB：给药方式B条件下的AUC
- DoseA：给药方式A的剂量
- DoseB：给药方式B的剂量

## 其他应用
食物摄入后，血浆中葡萄糖浓度变化的AUC用于计算血糖指数。

## 变化

### 测算方法学
早于1975年，在JG Wagner的《临床药代动力学基础》一书中使用梯形法则进行AUC计算。除了经典的梯形法则，还有其他方法可对AUC进行计算，并考虑了一级动力学形成的典型浓度曲线。1977年的一篇论文将以上两种方式进行了比较。
尽管存在上述发表的文献，MM Tai发表在期刊《糖尿病护理》的一篇论文中声称，她曾经独立发现了梯形法则。在此后Tai给编辑的邮件回复中，她解释其同事曾经使用网格计数进行AUC的计算，而是她首先提出了梯形法则。Tai的论文曾被作为学术同行评审的失败案例进行讨论。
尽管数学上有许多优越的数值积分方案，如Wagner & Ayres 1977中提出的方案，但迄今为止，梯形法则仍是AUC计算的惯用方法。为提高AUC计算的精度，后期研究者从改进AUC计算方法的研究，逐渐将注意力转移至如何改进采样方案。如2019年提出的OTTER算法，该算法通过找到更高斜率周期，对输入数据的指数曲线总和（Sum of exponential curve）进行拟合，并仅利用拟合数据以建议更好的采样时间。

### 扩展资料
效应曲线下面积（AUEC）是药物的效应随时间的积分，而时间通过先前建立的浓度函数进行估算。当从动物剂量转换推测人用药剂量时，效应曲线下面积AUEC被提议可替代AUC进行评估，这是由于计算机模拟表明AUEC比AUC能更好地处理药物半衰期和给药方案的变化。例如某结合药代动力学和药效学的PK/PD模型中，AUEC是其中的关键疗效的决定因素。